# Ezel
Ezel é uma telenovela turca produzida pela Ay Yapım foi exibida primeiramente pela Show TV e depois pela ATV, entre 28 de setembro de 2009 a 20 de junho de 2011. Escrita por Kerem Deren, tem direção de Uluç Bayraktar com produção de Kerem Çatay. Foi protagonizada por Kenan İmirzalıoğlu, Cansu Dere e Yiğit Özşener.
Foi exibida pela Band de 7 de novembro de 2016 à 18 de julho de 2017, em 215 capítulos, em formato de telenovela, substituindo Sila: Prisioneira do Amor e sendo substituída pela reprise de Mil e Uma Noites.

## Enredo
Em 1997, Ömer Uçar (İsmail Filiz) é um jovem humilde e de bom coração que gosta passar tempo com seus dois melhores amigos: Ali (Barış Falay) e Cengiz (Yiğit Özşener). Após retornar do serviço militar, Ömer pretende pedir sua namorada, Eyşan (Cansu Dere), por quem é muito apaixonado, em casamento. No entanto, tudo começa a desandar quando Ömer é traído pelas pessoas em quem mais confia, e é acusado de um crime que não cometeu.
Ali e Cengiz são convencidos por Serdar (Salih Kalyon), pai de Eyşan, a roubar um cassino. No plano de Serdar, Cengiz, Ali e Eyşan, forçada a participar após ameaças do próprio pai, executariam o assalto, e Ömer seria acusado pelo crime, através de evidências falsas e fabricadas. Ali e Cengiz acreditaram que Ömer ficaria pouco tempo preso pelo assalto, mas, no entanto, o plano não deu certo, e Ali assassinou um segurança.
Ömer, então, é preso, e, mais tarde, condenado à prisão perpétua, incriminado por provas falsas. Durante o julgamento, Eyşan testemunha contra o rapaz, alegando que o mesmo comportou-se violentamente, e tinha intenções de assaltar o cassino.
Na prisão, Ömer conhece Ramiz Karaeski (Tuncel Kurtiz), um velho sábio que o acolhe e o ajuda em sua nova vida. Com o tempo, ambos tornam-se bons amigos. Quatro anos após sua prisão, acontece um terrível incêndio na penitenciária, e Ömer é dado como morto. Com a ajuda de Ramiz, Ömer foge e se submete a uma série de cirurgias plásticas, adotando uma nova identidade: Ezel Bayraktar (Kenan İmirzalıoğlu), um homem sem passado, que só deseja se vingar daqueles que o traíram.
Ezel é um homem frio, calculista e ambicioso, que não tem piedade de quem cruza o seu caminho. Mas, ao reencontrar Eyşan, a antiga paixão começa a falar mais alto. Enquanto isso, Eyşan tornou-se uma mulher infeliz, que vive atormentada pelos pecados do passado.

## Elenco
| Ator / Atriz       | Personagem                   | Episódio(s) | Dublagem            |
| ------------------ | ---------------------------- | ----------- | ------------------- |
| Kenan İmirzalıoğlu | Ezel Bayraktar               |             | Alexandre Marconato |
| Cansu Dere         | Eyşan Tezcan / Atay / Birkan | 1-71        | Fernanda Baronne    |
| Yiğit Özşener      | Cengiz Atay                  |             | Márcio Araújo       |
| Barış Falay        | Ali Kırgız                   |             | Marcelo Pissardini  |
| İsmail Filiz       | Ömer Uçar                    |             | Márcio Marconato    |
| Tuncel Kurtiz      | Ramiz Karaeski               |             | Hélio Vaccari       |
| Sedef Avcı         | Bahar Tezcan                 |             | Luciana Baroli      |
| Sarp Akkaya        | Tevfik Zaim                  |             | Arthur Machado      |
| Utku Barış Serma   | Can Atay                     |             | Théo Salomão        |
| Salih Kalyon       | Serdar Tezcan                |             | Carlos Silveira     |
| Bade İşcil         | Şebnem Sertuna               |             | Maíra Paris         |
| Güray Kip          | Kamil Çalıca                 |             | Mauro Ramos         |
| İpek Bilgin        | Meliha Uçar                  |             | Cecília Lemes       |
| Beyazıt Gülercan   | Mümtaz Uçar                  |             | Leonardo José       |
| Kemal Uçar         | Mert Uçar                    |             | Douglas Guedes      |
| Nurhan Özenen      | Selma                        |             | Patrícia Scalvi     |
| Burçin Terzioğlu   | Azad Karaeski / Hande Pasin  |             | Rebeca Zadra        |
| Bengü Benian       | Nükhet Özbağ                 |             | Sandra Mara Azevedo |
| Atakan Yağız Savaş | Eren Karaçam                 |             | Bruno Dias          |
| Rıza Kocaoğlu      | Temmuz                       |             | Bruno Mello         |
| Levent Can         | Kaya                         |             | Ettore Zuim         |
| Haluk Bilginer     | Kenan Birkan                 |             | Armando Tiraboschi  |
| Kıvanç Tatlıtuğ    | Oito / Ramiz Karaeski (Neto) |             | Thiago Zambrano     |
| Ufuk Bayraktar     | Ramiz Karaeski (1970)        |             | Ramon Campos        |
| Cahit Gök          | Kenan Birkan (1970)          |             | Cassiano Ávila      |
| Zeynep Köse        | Selma Lopes (1970)           |             | Melissa Lucena      |
| Hüseyin Soysalan   | Hayratlı                     |             | Renato Márcio       |
| Berrak Tüzünataç   | Bade Uysal                   |             | Letícia Quinto      |
| Pınar Göktaş       | Damla Birkan                 | 61          | –                   |
| Hakan Kurtaş       | Can Uçar                     | 70          | –                   |

## Prêmios e indicações
| Ano  | Prêmio                           | Categoria                  | Trabalho nomenado  | Resultado |
| ---- | -------------------------------- | -------------------------- | ------------------ | --------- |
| 2010 | Golden Butterfly Awards          | Melhor série               | Ezel               | Venceu    |
| 2010 | Golden Butterfly Awards          | Melhor ator                | Kenan İmirzalıoğlu | Venceu    |
| 2010 | C21/FRAPA Format Awards          | Melhor formato roteirizado | Ezel               | Venceu    |
| 2012 | Seoul International Drama Awards | Melhor especial de drama   | Ezel               | Venceu    |
| 2012 | Seoul International Drama Awards | Melhor ator                | Kenan İmirzalıoğlu | Indicado  |